# 巨神ゴーグ
『巨神ゴーグ』（ジャイアントゴーグ、GIANT GORG）は、日本サンライズ制作のSFアニメ（ロボットアニメ）。1984年4月5日から同年9月27日までテレビ東京系で毎週木曜日19:00 - 19:30の枠にて全26話が放送された。

## 概要
安彦良和が原作、監督、レイアウト、キャラクターデザイン、メイン・メカデザイン、作画監督を手がけた。サブのメカ・デザインは、佐藤元と永野護が手がけた。
本来、1983年秋スタートの予定で制作が始まったが、実際の放送開始は諸般の事情でスポンサー企業から「売れるコンセプトが見つからないから時間がほしい」と言われるなどの事情により延期となり、1984年4月からと半年先送りになった。制作作業自体は予定通り行われたため、元々の放送開始予定日には間に合わなかったものの、実際の本放送時にはほぼ全話が完成していた。
基本的な世界観や各種デザインは、企画時から安彦が描いていたイメージスケッチによりほぼ出来上がっていた。キャラクターはもちろん、通常ならメカデザイナーの仕事の範疇であるメカ関係も、メインのゴーグ本体から主人公たちの移動基地であるキャリア・ビーグルまで、ほとんどのデザインが完成していた。主役ロボットのゴーグの13.5メートルという当時のそれまでのアニメのロボットとしては小さいサイズは、安彦が北海道で過ごした少年時代の象に乗った時の多少の恐怖と自分が偉くなったような感覚の記憶が「主人公がロボットの頭の上に乗る」という発想につながって決まった。
主役メカ以外のゲストメカのデザインは、戦車などの戦闘車両のほとんどを安彦が、ダイノソアとヘリコプターのデザイン、そしてアニメーション用作画参考用の各部ディテールや三面図を永野が、ゴーグの内部構造図、地球側の現用兵器やその発展型、異星人の兵器、航空機、船舶、一般車両、ロボット、小火器や小物類のデザインを佐藤が担当した。しかし、永野が制作途中で現場を離れたため、途中からはほとんど佐藤が描いている。また戦車が好きで機械の構造論などにも詳しい永野は、安彦からはデザイナーというよりも自身があまり詳しくないミリタリー関係や機械類の作動方法のアドバイザーとして呼ばれていた。
ガイル社の重機には、コマツのロゴマークが入っている。ゴーグが現実とは正反対の存在である分、その特異性を際立たせるために敵側のガイルのメカは出来るだけ本物っぽくしたいという希望があり、「ガイルの用いるメカは重機」「重機には会社のロゴが入っている」「重機などの建設機械と言えばコマツ」という連想から同社の広報に連絡してロゴの使用許可を得た。

## ストーリー
サモア諸島東南2000キロ“オウストラル島”。地図からその名を消去された島の秘密を探るべく田神悠宇（たがみ ゆう）は、亡き父の遺志を継ぎ、冒険の旅に出る。
父の友人ドクター・ウェィブとその妹ドリス、ウェイブの友人で「船長」と名乗る男の手を借り、島に向かう悠宇を、巨大複合企業“GAIL”（ガイル）とレディ・リンクス率いるギャング団“クーガー・コネクション”が狙う。
ようやく島に降り立った悠宇たちだが、突然、謎の怪物に襲われる。絶体絶命と思った時、目の前に青い巨人のようなロボットが現われ怪物を破壊、悠宇を救う。初めて出会う人智を越えた存在にも関わらず、何故か暖かさと懐かしさを感じる悠宇。
島の住民から“神の使い”と呼ばれる巨人ゴーグの導きのもと、“GAIL”の戦闘部隊の追撃を躱しながら悠宇が辿りついたのは、地下深くに隠されていた異星文明の遺跡と、3万年の眠りから目覚めた異星人との出会いだった。

## 登場人物

### 主人公と仲間
田神 悠宇（たがみ ゆう）
声 - 田中真弓
本作の主人公。13歳の中学一年生。身長156cm・体重43kg。オウストラル島の秘密を研究していた田神博士の一子。父の遺した手紙を頼りに単身ニューヨークのトム・ウェイブを訪ねて行き、オウストラル島の秘密を巡る陰謀に巻き込まれる。ウェイブと共に父が追い求めた秘密を求めオウストラルに渡り、そこで謎の巨人“ゴーグ”と出会い島に隠された謎を解く冒険に導かれる。異星人マノンの仲間と地球人類との間に誕生した血脈の末裔である。ゴーグと意思を通わすことができる他、マノンとも会話が可能である。
至って普通の中学生だが直感と動態視力に優れており、第1話でロッドに轢かれそうになった時は「ニンジャの子孫か」と驚嘆されている（監督の安彦がアニメ誌で語った内容ではあくまでも「火事場のバカ力的なもの」との事）。
ドリス・ウェイブ
声 - 雨宮一美
本作のヒロイン。14歳。身長158cm・体重45kg。トムの妹。気丈でしっかりした性格でだらしない兄をいつも怒鳴っているややヒステリー気味の女の子。悠宇や兄と共にオウストラル島に向かう。子供らしい我が儘な面と悠宇に好意的な女の子らしい面があり、悠宇を事あるごとに振り回したり、度々トラブルを巻き起こす、本作屈指のトラブルメーカーでもある。作中では悠宇の他にマノンや異星文明に接触した唯一の人物。
“ドクター”トム・ウェイブ
声 - キートン山田（第17話以前は「山田俊司」名義）
ドリスの兄で考古学者。悠宇の父である田神博士の教え子でもある。身長167cm・体重54kg。年齢に関しては公式サイトでは30歳となっているが、作中に出てくる調査史料では32歳と表示されている。田神博士曰く「オウストラル島に取り憑かれた男」として島の謎を解く事に異常とも言える情熱を燃やすがその為にGAILに命を狙われる。性格は文弱の徒らしく臆病そのものでピンチの時には更に頼りなくなる。また生活面もだらしなく初対面の悠宇の前に全裸で現れるなど無頓着な面もあるが、学者としての能力は確かでゴーグの進路から島の構造を解き明かして目的地である「遺跡」の位置を探り当てた。
アルゴス
ウェイブ家のペットでグレートデン種の巨大犬。知能が高く悠宇やウェイブの危機を何度も救っている。遺跡侵入の際はボートを操縦し囮を努めた。
船長
声 - 今西正男 / 伊井篤史（サンライズ英雄譚シリーズ） / 堀之紀（スーパーロボット大戦BX）
Dr.ウェイブの友人で小型船の船長を努める巨漢。本名は不明。ウェイブの頼みで一行をオウストラル島に導く。飄々とした性格で掴みどころがなく胡散臭い印象を与えるが頼りがいのある性格で銃器の扱いに長け腕っ節も強くGAILとの戦闘では確かな判断力で一行の危機を何度も救う。裏社会にも顔が知られておりレィディとも旧知の仲であるが「ハイエナ野郎」と蔑まれている。その正体はCIAの契約エージェント（巨額の報奨金と引き換えに危険で非合法な任務をこなす雇われ工作員）。異星人のテクノロジー独占を目論むGAILの横暴を快く思わないCIA長官の直命で動き、異星文明調査分析にまつわる権益をGAILから奪うためのネタを探っていた。

### 旧島ゲリラ
アロイ
声 - 向殿あさみ
オウストラル旧島育ちの少年で年齢は14歳。身長160cm・体重45kg。トメニクを兄貴と呼んで慕う。ホツ率いるゲリラに所属してGAILと戦っていたが、掟を破りウェイブ一行と共に新島に渡る。一時、悠宇と対立したこともある。銃器の扱いに長け、ビーグルクルーでは砲座や機関銃座を担当する。
悠宇達とはぐれた際に知らなかったとはいえレイディと合流して悠宇とドリスを拉致される大失態を犯しているなど、トラブルメーカーぶりはドリスといい勝負。
サラ
声 - 神保なおみ（1話 - 7話）、佐々木優子（8話 - 26話）
アロイと同じく、オウストラル旧島育ちでゲリラにも参加している女の子。身長151cm・体重43kg。アロイと一緒に新島に渡る。
トメニク
声 - 立木文彦
オウストラル旧島ゲリラの青年。身長186cm・体重90kg。アロイの兄貴分。寡黙で温厚だがゲリラの行動派の中心。GAILを翻弄した船長の戦いぶりを見て、島を取り戻すために掟に逆らいウェイブ一行とキャリアビーグルで新島に渡る。バギーの運転や機械いじりに長け、力仕事などもよくこなす。一行の中ではキャリアビーグルの運転を担当。
ホツマツア
声 - 大久保正信
旧島民の長老でゲリラの実質的な指導者。島の伝説に残る英雄ホツマツアの子孫である。掟に従い新島には渡るべきでないと考えていたが、終盤ではゲリラを率い上陸し悠宇の危機を救った。
霊感に基づくものか思わせ振りな言動が目立つが、その真贋は不明。

### GAIL
ロッド・バルボア
声 - 池田秀一
世界最大の多国籍複合企業“GAIL”の創設者、ロイ・バルボアの孫で3代目社長の座を約束された男。年齢23歳。身長195cm・体重85kg。祖父よりオウストラル島支社長の任を命じられ島に渡り、その行動力を生かして島の秘密を暴こうとする。しかし、事態が怒れる異星人（マノン）による人類抹殺の危機へと発展したことで、GAILの支社長としてではなく一人の人間として戦うことを決意し、元恋人のリンクスを体を張って助けたり、各国のミサイル攻撃を阻止しようとギリギリまで交渉を続ける。リンクスと付き合っていた当時は女好きのプレイボーイとして有名だった。
ロイ・バルボア
声 - 藤本譲
"GAIL”の創設者で野心的な現会長。一代で莫大な富を築き上げ、『世の中を生き抜くための知恵』を得ることが成功の秘訣と語る。ロッドの祖父。オウストラルプロジェクトに際し先進国首脳と取引をし、地図上からオウストラル島を消去するなどその影響力は冷戦の背後での暗躍を可能とするほどのレベルで、主要各国の政財界にまで及んでいる。（ゴーグとの戦いで破壊された）クラゲ型メカをロッドが回収に成功したことで異星人の技術解析が飛躍的に進展するとの喜びもつかの間、マノンとの角逐でオウストラルの作戦部隊が追い詰められるという危機的状況となり、その事態収拾も進まないうちに船長によってCIAに事態の全容を悟られてしまう。
その結果として異星文明人の軍を敵に回した件も含めてオウストラルの秘密が全世界に漏れてしまい、大統領（レーガンをモデルにしたと思われる）に譴責されて、プロジェクトの主導権を奪われ、ショックで精神に異常をきたしてしまった。
小説版では顛末が異なり、政府から見捨てられながらも島の遺産を隠匿すべくロッドと腹を割って話そうと決意したが、それまでの心労が祟り心不全で命を落としている。
サミュエル・ゴトー
声 - 加藤正之
“GAIL”の旧オウストラル支社長。ロッド赴任後は副社長へと事実上の降格となる。表面的には柔和に接しているがロッドに対して面白くない感情を抱いている。しかし、その事さえロッドに見透かされて体よくあしらわれている。
ベーム
声 - 戸谷公次 / 川津泰彦（スーパーロボット大戦BX）
GAIL軍事部門に所属する軍人。7話より登場。8話でロッドとヘッケルに少佐と呼ばれているが10話以降の階級は大尉。24話では同じ部下に2回、少佐と間違えられ憤慨する。生粋の現場主義者であり、自ら前線に立って指揮を執る。
オドンネル
声 - 郷里大輔
GAIL軍事部門に所属する軍人（軍を正式に離職したのかどうかは不明）で、ベームの上官。10話より登場。階級は大佐。戦力の出し惜しみを嫌い、全力攻撃をモットーとしているが、その為に戦力のやりくりに気を使うベームからは快く思われておらず、第14話では本気になったゴーグの猛反撃に遭い戦死する。
Dr.ヘッケル
声 - 佐藤正治
GAILでオウストラルの古代文明を研究する人物。手段よりも成果を挙げることを重視してGAILに所属しており、オウストラルの古代文明が異星文明の遺産である事も承知している模様。捕獲したゴーグを研究するためにウェイブに協力を求めたこともあった。
ジェフ
声 - 千田光男
GAIL秘書課所属。ウェイブ暗殺を指揮する。

### クーガー・コネクション
レディ・リンクス
声 - 高島雅羅
クーガーコネクションのボスで妖艶な金髪美女。ロッドとはかつて恋人同士だった。標的と睨んだものに対しては残忍で狡猾、奸智さを発揮する容赦のない反面、一途なところもあり、敵対する間柄となってもロッドへの思慕を捨てていない。悠宇を狙って幾度と無く悠宇達一行を襲う。
第14話で船長の反撃に遭って捕虜となり、一旦は雑用として主に料理担当にこき使われる。
ロッドの標的だったゴーグと悠宇を奪い取ろうとしている内に完全に事件の渦中に嵌ってしまうが、その絶望的な状況によってロッドとのよりを戻す事となり、兼ねてからの望みを叶える事になる。
デヴィ
声 - 亀井三郎
スキンヘッドが特徴のいかつい武闘派。第14話で船長に捕まり、洗濯を主体にこき使われる。
サム
声 - 高宮俊介
リンクスの部下の一人で主に船舶や車両の運転を担当する。第14話で船長に額を撃ち抜かれて死亡。

### 異星人
マノン
声 - 郡司みつお / 坪井智浩（サンライズ英雄譚・SRWシリーズ）
遺跡地下に眠る異星人たちのリーダー。地球人の進化を待つためにオウストラル島の遺跡内で3万年も眠っていた。ゼノンの兄でもある。
永き眠りから覚め、ゴーグに導かれた悠宇と邂逅するが、基地の一角を破壊したGAILの暴挙を目の当たりにすると地球人との共存は不可能と判断し、その抹殺を決意。
しかし、火山の爆発により全ての同胞を失い、悠宇が自分達の血を引く者であることに気づくと、島全体に電磁シールドを張って核攻撃から悠宇達を守る。最後はオウストラル島に眠る高度文明の遺産が未熟な地球人の野心を刺激しないようにと基地の全エネルギーを用いて島諸共海底へと沈んでいった。
ゼノン
声 - 島田敏
ゴーグの本来の持ち主だった異星人。規則を破って地球人の女性を妻にしようとした親友のマシウスを庇って地上への残留を選び、そのまま死去した。その遺骸はゴーグの左胸に眠っていたが、悠宇の目の前で塵と化した。
マシウス・デ・ル・マドゥ
かつて地球人の女性と愛し合い、ただ一人地上に残留した異星人。実は悠宇の先祖。ゼノンの親友でもあり、異種族間の共存の可能性を信じていたが故の行動でもあり、ゼノンもそれを支持していたため、マシウスの子孫達が遺伝子を通じた時間を越えた導きに応えて島にくる事を信じ、ゴーグに自らの残留思念を以て指示し、彼の子孫を守らせる様にしていた。

### その他
田神博士（たがみはかせ）
声 - 千葉耕市
田神悠宇の父親で著名な考古学者。オウストラル島の秘密について調査・研究を進めていたため、GAILの放った暗殺者により殺害されてしまう。
ナレーション
声 - 石塚運昇

## メカニック
ゴーグ
全高13.5m、重量12.5t。
オウストラル新島に眠っていた青い姿の巨大ロボット。名前は鳴き声からの通称。悠宇達が島に来訪する前から時折姿を見せており、旧島の住民からは神と崇められていた。悠宇と出会ったことで彼を守護するかのように活動するようになり、島の奥底に隠された秘密へと導くナビゲーターとなる。
その素性は、3万年前にオウストラル島に飛来した異星人の創造物にして、マノンの弟ゼノンの専用ガーディアン（「ガーディアン」とは、本作品中の異星人が使用する汎用巨大ロボットの総称であり、頭頂部に人を載せられる窪みが存在するのが大きな特徴）。正式名称「ドークスガーディアン・レベル21 ゼノンタイプ」。ゼノンが死に際に指示した「マシウスとその子孫を守護する」という命令に忠実に動いており、悠宇を守っていたのは彼がマシウスの子孫であるため。
戦闘スタイルは基本的に怪力を活かした徒手空拳で、内蔵武器などの類は持っていない。作中では必要に応じて用意されたり敵から奪った火器の類を使用した事もある。元々はマノン・ガーディアンやラブル・ガーディアン同様のレーザー砲を装備していたようで、背中にコネクターがあり、ラブル・ガーディアンの携行式レーザー砲も接続して使用可能。
キャリア・ビーグル
車体長18.9m、全高6.4m、重量232t。
オウストラル旧島のゲリラが運用している最新型水陸両用車両で、元はGAILに配備されていたものを奪って運用されている。
ゲリラから抜ける際にアロイ達が持ち出し、以降は悠宇一向の拠点として活用される。戦闘用の装備が成されているが、内部も数人が居住するに適したスペースが確保されている。
マノン・ガーディアン
「マノンタイプ」とも。マノンが搭乗する紫色の専用ガーディアンで、正式名称は「ドークスガーディアン・レベル23 マノンタイプ」。
ゴーグとフォルムは似通っているが目など細部の形状は異なる。武器を捨てて素手となったゴーグと異なり、背中に二丁のレーザー砲を備える等、明確に戦闘に特化した機体となっている。
ラブル・ガーディアン
異星人達の量産型兵器。ゴーグやマノン・ガーディアンとは形式が異なる。携行式で大型のレーザー砲を装備。
数の多さでGAIL側を圧倒し、ロッドやゴトー達に、事が「異星人との対決」へ発展したことを知らしめた。
地球の兵器を跳ね返す装甲を持つが、首の接合部が比較的脆く、戦車砲で至近距離からそこを撃たれれば中枢部を破壊されてしまうといった弱点を持つ。
クラゲ型メカ
オウストラル島近辺に出没するメカ。自立回路を持つが、遺跡に近づく者を排除することにしか働かない。
悠宇を襲った個体も存在するが、突如現れたゴーグに叩きのめされ、後日の戦いで中枢部を破壊されてその活動を停止した。元は作業用に生み出された支援メカだったと思われる。
メルカバ93型 エスクワィアー
GAIL所有の中型戦車。同社軍事部門の主戦力の一つ。
AH-100RS ガンシップ(エレッセギャルソン)
GAIL所有の戦闘用ヘリコプター。同社軍事部門の主戦力の一つ。
ダイノソア
GAIL所有の多脚型メカ。土木作業用の重機だが、銃火器を常備している。
XAH-130 バッソー
GAIL所有の最新鋭戦闘用ヘリコプター。同社軍事部門の主戦力の一つ。

## スタッフ
- 企画・制作 - 日本サンライズ
- 原案 - 矢立肇
- 原作・監督・キャラクターデザイン - 安彦良和
- メカニカルデザイン - 佐藤元、永野護
- 音楽 - 萩田光雄
- 美術監督 - 金子英俊
- 撮影監督 - 都島雅義
- 音響監督 - 千葉耕市
- チーフ演出 - 鹿島典夫
- プロデューサー - 吉井孝幸
- 色彩設定 - 隈部昌二
- 編集 - 井上和夫、渡瀬祐子

## 主題歌
オープニングテーマ - 「輝く瞳 ＜bright eyes＞」
作詞 - 康珍化 / 作曲 - 鈴木キサブロー / 編曲 - 萩田光雄 / 歌 - TAKU
エンディングテーマ - 「BELIEVE IN ME,BELIEVE IN YOU <君を信じてる>」
作詞 - 康珍化 / 作曲 - 鈴木キサブロー / 編曲 - 萩田光雄 / 歌 - STEAVE
上記主題歌2曲を収録したEPレコードは、ビクター音楽産業より発売された。
挿入歌
「CALL MY NAME」作詞 - 康珍化 / 作曲 - 中村裕介 / 編曲 - 萩田光雄 / 歌 - 中村裕介
「TWILIGHT」作詞 - 当山ひとみ / 作曲 - 中村裕介 / 編曲 - 萩田光雄 / 歌 - 中村裕介、久保田みのり

## 各話リスト
| [ 7 ] | 放送日        | サブタイトル           | 脚本       | コンテ   | 演出     | 作画監督 |
| ----- | ------------- | ---------------------- | ---------- | -------- | -------- | -------- |
| 1     | 1984年 4月5日 | ニューヨークサスペンス | 辻真先     | 安彦良和 | 浜津守   | 安彦良和 |
| 2     | 4月12日       | 西へ…                  | 辻真先     | 鹿島典夫 | 鹿島典夫 | 安彦良和 |
| 3     | 4月19日       | 嵐の船出               | 塚本裕美子 | 浜津守   | 浜津守   | 安彦良和 |
| 4     | 4月26日       | 出合い                 | 塚本裕美子 | 安彦良和 | 小鹿英吉 | 安彦良和 |
| 5     | 5月3日        | 神のいる島             | 塚本裕美子 | 鹿島典夫 | 鹿島典夫 | 安彦良和 |
| 6     | 5月10日       | ゴーグの秘密           | 辻真先     | 浜津守   | 浜津守   | 安彦良和 |
| 7     | 5月17日       | 海坊主の砦             | 辻真先     | 小鹿英吉 | 小鹿英吉 | 安彦良和 |
| 8     | 5月24日       | ガイルの縦穴           | 塚本裕美子 | 鹿島典夫 | 浜津守   | 安彦良和 |
| 9     | 5月31日       | 闇の中へ               | 塚本裕美子 | 吉永尚之 | 菊池一仁 | 安彦良和 |
| 10    | 6月7日        | ダーク・ベイ           | 辻真先     | 浜津守   | 浜津守   | 安彦良和 |
| 11    | 6月14日       | 光に向って             | 辻真先     | 小鹿英吉 | 小鹿英吉 | 安彦良和 |
| 12    | 6月21日       | グリーンマット         | 塚本裕美子 | 菊池一仁 | 菊池一仁 | 安彦良和 |
| 13    | 6月28日       | レイディ・リンクス     | 塚本裕美子 | 浜津守   | 浜津守   | 安彦良和 |
| 14    | 7月5日        | わかれ道               | 辻真先     | 浜津守   | 浜津守   | 安彦良和 |
| 15    | 7月12日       | 旅の終わり             | 辻真先     | 菊池一仁 | 菊池一仁 | 土器手司 |
| 16    | 7月19日       | 時の扉                 | 塚本裕美子 | 鹿島典夫 | 浜津守   | 安彦良和 |
| 17    | 7月26日       | ひきがね               | 塚本裕美子 | 小鹿英吉 | 小鹿英吉 | 安彦良和 |
| 18    | 8月2日        | 迷宮に眠る             | 辻真先     | 浜津守   | 浜津守   | 安彦良和 |
| 19    | 8月9日        | 脱出、そして           | 辻真先     | 菊池一仁 | 菊池一仁 | 安彦良和 |
| 20    | 8月16日       | とらわれの巨神         | 塚本裕美子 | 鹿島典夫 | 浜津守   | 安彦良和 |
| 21    | 8月23日       | タウンパニック         | 塚本裕美子 | 小鹿英吉 | 小鹿英吉 | 土器手司 |
| 22    | 8月30日       | 報復の足音             | 辻真先     | 菊池一仁 | 菊池一仁 | 安彦良和 |
| 23    | 9月6日        | オウストラル消去指令   | 塚本裕美子 | 小鹿英吉 | 小鹿英吉 | 土器手司 |
| 24    | 9月13日       | 火の山へふたたび       | 塚本裕美子 | 浜津守   | 浜津守   | 安彦良和 |
| 25    | 9月20日       | 遠い絆                 | 辻真先     | 菊池一仁 | 菊池一仁 | 安彦良和 |
| 26    | 9月27日       | 光る島                 | 辻真先     | 鹿島典夫 | 浜津守   | 安彦良和 |

## 放送局
| 放送期間                | 放送時間           | 放送局       | 対象地域   | 備考   |
| ----------------------- | ------------------ | ------------ | ---------- | ------ |
| 1984年4月5日 - 9月27日  | 木曜 19:00 - 19:30 | テレビ東京   | 関東広域圏 | 制作局 |
|                         |                    | テレビ愛知   | 愛知県     |        |
|                         |                    | テレビ大阪   | 大阪府     |        |
| 1984年4月6日 -          | 金曜 17:25 - 17:55 | 石川テレビ   | 石川県     |        |
| 1984年4月 - 9月         | 土曜 17:00 - 17:30 | 北海道放送   | 北海道     |        |
| 1984年4月11日 - 10月3日 | 水曜 16:30 - 17:00 | 仙台放送     | 宮城県     |        |
| 1984年5月頃             | 木曜 17:30 - 18:00 | テレビ新潟   | 新潟県     |        |
|                         | 木曜 16:30 - 17:00 | テレビ新広島 | 広島県     |        |
|                         | 木曜 17:25 - 17:55 | 南海放送     | 愛媛県     |        |
|                         | 土曜 17:30 - 18:00 | RKB毎日放送  | 福岡県     |        |
|                         | 木曜 17:30 - 18:00 | 沖縄テレビ   | 沖縄県     |        |

## 映像ソフト
2005年3月24日、ビクターエンタテインメントよりDVD-BOXが発売された。その後、2009年2月にビクターエンタテインメントの直営通販サイトヴィーモールにおいて、数量限定で再発売された。
2012年10月24日には2度目のDVD-BOX再発売（発売元がフライングドッグ名義になった以外、価格・商品内容は過去2回と同一）。
2022年10月26日にフライングドッグからBlu-ray-BOXが発売された。

## ゲーム
クロスオーバー作品のブレイブサーガとサンライズ英雄譚シリーズに登場している。
- 「ブレイブサーガ 新章 アスタリア」 / タカラ / ゲームボーイカラー（2001年1月26日）
- サンライズ英雄譚シリーズ（サンライズインタラクティブ）
  - 「サンライズ英雄譚」 ドリームキャスト（1999年12月2日）
  - 「サンライズ英雄譚R」 PlayStation 2（2000年11月22日）
  - 「サンライズ英雄譚2」PlayStation 2（2002年7月21日）
  - 「SUNRISE WORLD WAR From サンライズ英雄譚」 PlayStation 2（2003年9月25日）
- スーパーロボット大戦シリーズ（「スーパーロボット大戦BX」 ニンテンドー3DS（2015年8月20日））
- パソコンゲーム
  - 「巨神ゴーグ」（アスキー）（1985年）：RPG（PC-8801、FM-7）
- ボードゲーム
  - ボードウォー・シミュレーションゲーム（ツクダホビー製）
    - 「巨神ゴーグ」

## 立体化
- 放映当時、タカラ（当時）からプラモデルや完成品フィギュアが発売。
- 2012年6月 メガハウスから、コスモフリートコレクション グランメカニクス02（全5種 シークレット1種）の1アイテムとして、約5cmのミニフィギュアを同梱したキャリアビーグルが発売。価格￥950（税抜）
- 2014年4月、ガレージキットメーカー「千値練」より、“千値練×T-REX”のブランドでアクションフィギュアが発売。4万円を超える高額な商品にも関わらず、予約の段階で売り切れになるネットショップも多かった。続いて、2015年1月にはマノンタイプ（マノン・ガーディアン）が発売。
- 2018年7月に、バンダイからスーパーミニプラブランドで組み立てキットが発売。ゴーグとマノン・ガーディアンが一般発売、ラブル・ガーディアンがプレミアムバンダイ限定。ラブル・ガーディアンは劇中登場の個体を再現するためのヘッドパーツが付属。

## 書誌情報
コミカライズ
TVシリーズ放送当時、清水緑（後の清水としみつ）によりコミックボンボンで連載されていた。同誌ではアニメ終了後も佐藤元『ロボロボ株式会社（カンパニー）』にてデフォルメキャラの悠宇（社長）やゴーグがしばらく登場していた。
- 清水緑『巨神ゴーグ』（1984年、講談社コミックボンボンKC、ISBN 978-4061004467）
- 清水としみつ『巨神ゴーグ』（2004年、IDコミックス、DNAメディアコミックス、ISBN 978-4758001830）

ノベライズ
1984年にソノラマ文庫より全2巻で刊行。著者は塚本裕美子（1巻のみ辻真先が共著として記載）。アニメの内容にかなり忠実なノベライズである。表紙イラストは安彦良和、本文挿絵は土器手司。
1. ISBN 978-4257762850
2. ISBN 978-4257762904

絵本
- 『巨神ゴーグ（1）』（ひかりのくにテレビえほん、ISBN 978-4564052132）